# O Clube de Leitura de Jane Austen
O Clube de Leitura de Jane Austen é um filme norte-americano de comédia romântica lançado em 2007, escrito e dirigido por Robin Swicord. O roteiro, adaptado do romance de mesmo nome de Karen Joy Fowler, é focado em um clube de discussão de livro formado especificamente para discutir os seis romances escritos por Jane Austen. Ao se aprofundarem na literatura de Austen, os membros do clube encontram-se lidando com experiências de vida que se assemelham aos temas dos livros que estão lendo.

## Enredo
O clube do livro é criação de Bernadette, uma cinquentona seis vezes divorciada, que se agarra à ideia quando conhece Prudie, uma afetada professora universitária de francês, de 20 e tantos anos e casada, em um festival de cinema de Jane Austen. A ideia dela é reunir seis membros e discutir todos os seis romances de Jane Austen, cabendo a cada participante receber o grupo em sua casa uma vez por mês.
Aceitos também no clube estão: Sylvia, uma bibliotecária recém separada do marido, o advogado Daniel, depois de mais de 20 anos de união; Allegra, 20 e poucos anos, lésbica, filha de Sylvia; Jocelyn, uma solteira maníaca por controle e criadora da raça de cachorros Rhodesian Ridgeback, amiga de Sylvia desde a infância; e Grigg, um fã de ficção científica, atraído para o grupo por Jocelyn na esperança de que ele e Sylvia formem um casal compatível.
Com o passar dos meses, cada um dos membros se reconhece nas situações das personagens de Austen e reagem aos acontecimentos em suas vidas da mesma maneira que seus homólogos ficcionais fariam. Bernadette é a figura matriarcal que sonha em ver todos encontrar a felicidade. Sylvia apega-se à sua crença na benignidade e devoção, e, afinal, se reconcilia com Daniel. Jocelyn renega seus próprios sentimentos por Grigg enquanto brinca de cupido para ele e Sylvia. Prudie, sobrecarregada com a falta de atenção de seu marido Dean, e com uma mãe hippie, de espírito livre, que fuma maconha, resquício da contracultura dos anos 1960, ela está tentando desesperadamente não sucumbir ao que sente por seu atraente aluno Trey. Allegra, que tende a encontrar seus amores quando se envolve em esportes radicais, sente-se traída quando descobre que sua atual namorada, a aspirante a escritora Corinne, tem usado a vida de Allegra como base para seus contos. Grigg está atraído por Jocelyn desde o início e enfeitiçado por sua falta de interesse nele, marcada pela falha de Jocelyn em ler os livros de Ursula K. Le Guin com os quais ele tem esperança de cativar sua afeição. Ele também serve de contraponto cômico para as tomadas muito sérias entre Jocelyn e Prudie.

## Produção
Em The Book Club Deconstructed, uma gravação bônus no lançamento em DVD do filme, o diretor/roteirista Robin Swicord explica como cada um dos membros do clube do livro é baseado em um dos romances de Austen. Bernadette representa Mrs. Gardiner em Orgulho e Preconceito, Sylvia é modelada como Fanny Price em Mansfield Park, Jocelyn reflete a personagem título de Emma, Prudie é similar a Anne Elliot em Persuasão, Allegra é mais parecida com Marianne em Sense and Sensibility, e Grigg representa todos os incompreendidos personagens masculinos de Austen.
Embora o filme se passe em Sacramento, ele foi rodado no Sul da Califórnia. Locações incluídas são Encino, Lakewood, Long Beach, Los Angeles, North Hollywood, Northridge, Santa Clarita, Santa Mônica, Van Nuys, e Westlake Village.
A trilha sonora inclui "New Shoes" de Paolo Nutini, "You're All I Have" de Snow Patrol, "Save Me" de Aimee Mann, "So Sorry" de Feist, e "Getting Some Fun Out of Life" de Madeleine Peyroux.

## Elenco
- Maria Bello como Jocelyn
- Emily Blunt como Prudie
- Kathy Baker como Bernadette
- Hugh Dancy como Grigg
- Amy Brenneman como Sylvia
- Maggie Grace como Allegra
- Jimmy Smits como Daniel
- Marc Blucas como Dean
- Lynn Redgrave como Mama Sky
- Kevin Zegers como Trey
- Nancy Travis como Cat Harris
- Parisa Fitz-Henley como Corinne
- Gwendoline Yeo como Dr. Samantha Yep

## Recepção
No site agregador de críticas Rotten Tomatoes, 65% das 115 resenhas dos críticos são positivas. O consenso diz: "Embora às vezes estereotipado e sentimental (...) sucede com a força de seu elenco simpático. Mesmo aqueles que não estão familiarizados com a obra de Jane Austen pode encontrar muito para desfrutar deste romance alegre".